# Ion Iliescu
Ion Iliescu (Oltenița, 3 maart 1930 – Boekarest, 5 augustus 2025) was een Roemeens politicus en een van de aanvoerders van de revolutie op 22 december 1989 tegen de Roemeense communistische president Nicolae Ceaușescu. 
Na de revolutie van 1989 werd hij eerst voorlopig president, daarna werd hij twee keer (in 1990 en 1992) democratisch als president gekozen. Hij bleef tot 1996 in ambt. Zijn derde ambtstermijn als president begon in 2000 en liep in december 2004 af.
Tijdens het bewind van Ceaușescu was Iliescu lid van de communistische partij. Ook in die tijd had hij belangrijke functies (minister, secretaris). Iliescu heeft na de revolutie een ontwikkeling doorgemaakt van een communistisch tot een sociaaldemocratisch politicus. 
Iliescu was een omstreden politicus die volgens velen de lijn van het communisme probeerde door te zetten. In 1990 liet hij een vreedzaam protest van de bevolking tegen zijn bewind bloedig neerslaan tijdens de zogenaamde Mineriade; In de eerste maanden van 1990 protesteerde een deel van de bevolking tegen het regime van Iliescu. Op 13 mei 1990 werd deze demonstratie op Piata Universitatea hardhandig opgebroken door de oproerpolitie, wat leidde tot ernstige onlusten. Dit werd beslecht door een oproep van Iliescu aan mijnwerkers van buiten Boekarest om orde op zaken te komen stellen. Honderden mijnwerkers werden de hoofdstad binnengereden waarna zij twee dagen lang afschuwelijk huishielden en er tientallen doden vielen te betreuren. In 2005 werd Iliescu aangeklaagd wegens moord maar deze beschuldigingen werden twee jaar later weer ingetrokken. In oktober 2015 maakte het Hooggerechtshof bekend hem alsnog te vervolgen wegens misdaden tegen de menselijkheid.
De laatste jaren kampte Iliescu met gezondheidsproblemen. In juni 2025 werd longkanker vastgesteld. Hij overleed op 5 augustus 2025 op 95-jarige leeftijd in het ziekenhuis waar hij sinds 9 juni werd behandeld.

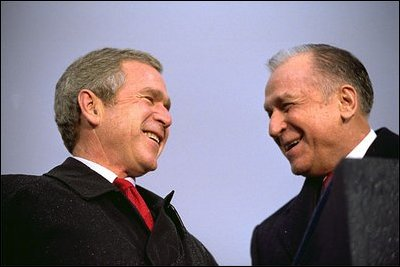
Ion Iliescu (rechts) met George W. Bush

- Bibsys: 7028705
- Biblioteca Nacional de España: XX1315135
- Bibliothèque nationale de France: cb122078449 (data)
- CiNii: DA11240651
- Gemeinsame Normdatei: 119288818
- International Standard Name Identifier: 0000 0001 1019 7220
- Library of Congress Control Number: n94115165
- Nationale Bibliotheek van Tsjechië: jn19990003887
- Nationale Bibliotheek van Israël: 987007360489005171
- Nationale Bibliotheek van Polen: a0000001253759
- Nationale en Universitaire bibliotheek Zagreb: 000572835
- Nederlandse Thesaurus van Auteursnamen: 142639036
- Système universitaire de documentation: 030718465
- Virtual International Authority File: 59528
- WorldCat: E39PBJtcFKYYBK8KrfWHYJ8wG3